# تپه خیرات تپه
تپه خیرات تپه مربوط به عصر مس و سنگ- عصر مفرغ است و در شهرستان شیروان، بخش مرکزی، دهستان زوارم، روستای زوارم واقع شده و این اثر در تاریخ ۲۷ بهمن ۱۳۸۷ با شمارهٔ ثبت ۲۴۶۵۲ به‌عنوان یکی از آثار ملی ایران به ثبت رسیده است.